# Clara Tschudi
Clara Tschudi (født 9. september 1856 i Tønsberg, død 1945) var en norsk forfatterinde med schweiziskfødte forældre. 
Clara Tschudi studerede først musik for at blive sangerinde. I 1885 holdt hun foredrag om kvindesagen  i sin fødeby og udgav bogen Kvindebevægelsen, dens Udvikling og nuværende Standpunkt. I 1887 udgav hun Tre Nutidskvinder med biografier af Camilla Collett, Lina Morgenstern og Gertrud Guillaume-Schack). Men først med Kejserinde Eugénie (København 1889) skabte hun sig sin egen plads i litteraturen. Ved hjælp af omhyggelige forstudier, upartisk bedømmelse og en let læst fremstilling tegnede hun detaljerede portrætter af kendte fyrstindeskikkelser og andre fremtrædende kvinder fra historien. Bøgerne solgte i store oplag og blev oversat til flere sprog.